# Котляров, Лев Серафимович
Лев Серафимович Котляро́в (1925—2007) — советский художник. Заслуженный художник РСФСР (1970).

## Биография
Родился 9 ноября 1925 года в селе Ипатово (ныне Ставропольский край). Учился в Московской средней художественной школе (1939—1945). Окончил МГХИ им. В. И. Сурикова (1951) по мастерской В. П. Ефанова. Автор сюжетно-тематических картин. Член МОСХ с 1952 года. Участник художественных выставок с 1951 года.
Будучи студентом сотрудничал с журналами «Смена», «Физкультура и спорт», «Огонёк» и с издательствами «Молодая Гвардия» и «Детгиз». Помимо работы в журналах, иллюстрировал художественную литературу, в частности: «Дорога смелых», В. Спиридонов, М., 1950; «За Днестром», Л. Кабо, М., 1952; «Потемкинцы», И. Лычев, М., 1954; «Страна семи трав», Л. Платов, М., 1954; «Большая луковка», А. Шубин, М., 1955; «Дни и ночи», К. М. Симонов, М., 1955; «Прощайте, скалистые горы» Ю. Семенов, М., 1956; «Военная тайна», Л. Шейнин, М.,1956; "Танкер «Дербент» и «Инженер», Ю. С. Крымова, М., 1957 и др.
Основные произведения: «9 января 1905 года» «На фронт» (1957.) «Командующий Южным фронтом М. Н. Тухачевский» (1965), «Дорога. 1941 год» (1967), «Семья Ульяновых» (1969), «Всесоюзный съезд Советов. Образование СССР» (1975).
Автор открытки, посвященной полету Ю. А. Гагарина 12 апреля 1961 года. (Москва, 1962).
В 1990-е годы работал над рядом больших исторических картин и циклом произведений на социально-бытовые темы. В 1970 годах неоднократно выдвигался в члены-корреспонденты АХ СССР, но избран не был. С 1973 года член бюро секции живописи и делегат ряда съездов художников РСФСР и СССР. Участник всех Всесоюзных выставок (1952—1981).
Умер 12 января 2007 года. Похоронен в Москве на Хованском кладбище.

## Награды и премии
- Заслуженный художник РСФСР (1970)
- Сталинская премия третьей степени (1952) — за картину «Заседание Президиума Академии наук СССР» и за серию портретов советских учёных
- Золотая медаль АХ СССР (1957)
- Серебряная медаль на Всемирной выставке в Брюсселе (1958) присужден диплом первой степени и золотая медаль Министерства Культуры СССР.
- Почётная грамота МО СССР за № 255 от 24 октября 1966 года
- Серебряная медаль на Всесоюзной выставке в Москве (1970) — за картину «Семья Ульяновых»
- Серебряная медаль АХ СССР (1971) — за картину «Семья Ульяновых».

## Работы находятся в собраниях
- Институте Русского Реалистического Искусства. (Москва).
- Государственного Русского музея (Санкт-Петербург).
- Музее ГАБТ (Москва)
- Государственном Историческом Музее. (Москва).
- Государственном художественном музее (Украина, Харьков).
- Государственном Центральном Музее Современной истории России (Москва).
- Художественном музее в Нижнем Новгороде.
- Художественном музее в Тамбове.
- Художественном музее в Комсомольске-на-Амуре.
- Художественном музее в Донецке (Украина).
- Художественном музея в Брянске.
- Музее Ленинского мемориала в Ульяновске.
- картинной галерее в Тюмени.
- картинной галерее в Ачинске.
- Художественного музея в Красноярске и др.